# Stepanovićevo

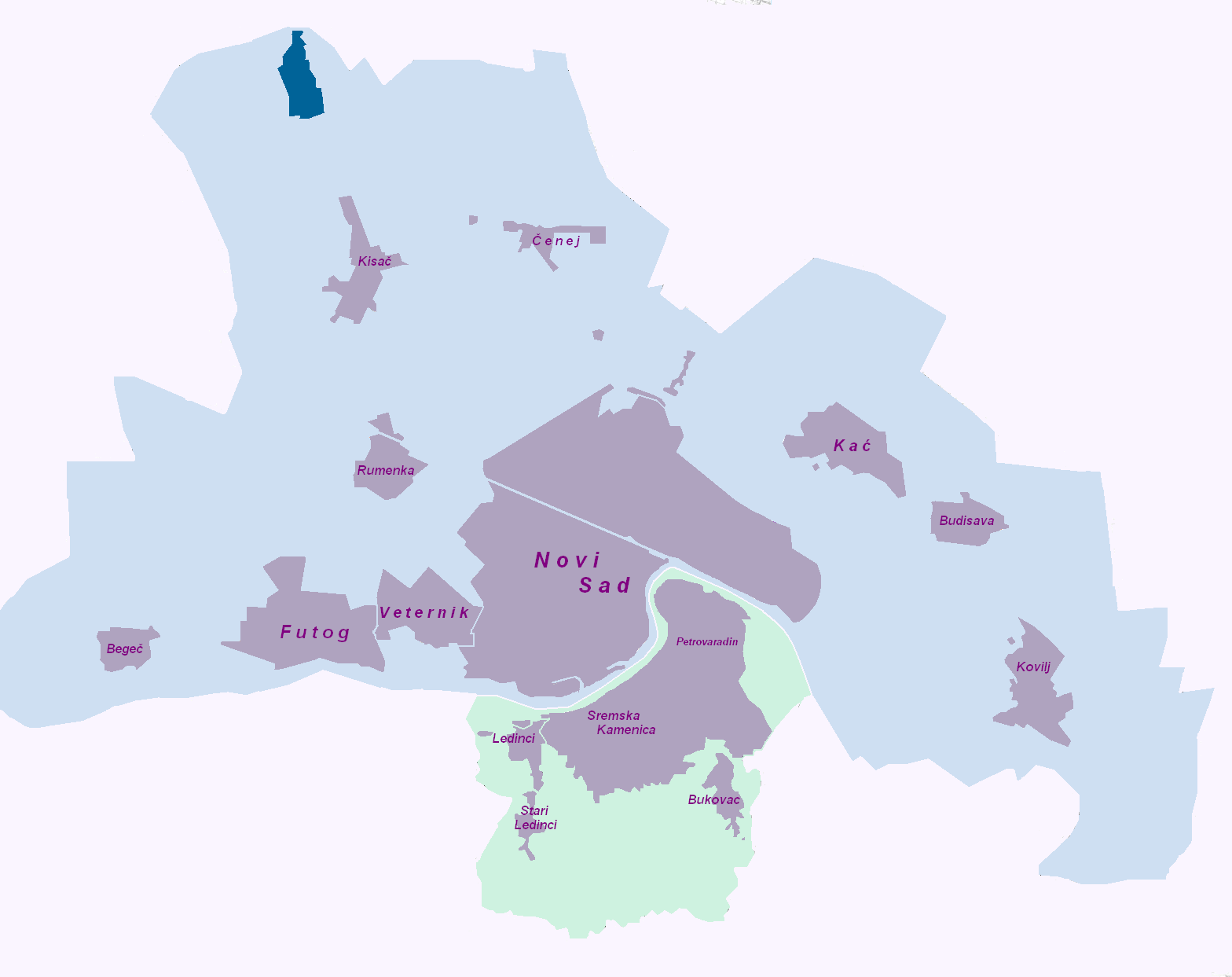
Localisation de Stepanovićevo dans la ville de Novi Sad

Stepanovićevo (en serbe cyrillique : Степановићево ; en hongrois : Bácshadikfalva) est une localité de Serbie située dans la province autonome de Voïvodine et sur le territoire de la ville de Novi Sad, district de Bačka méridionale. Au recensement de 2011, elle comptait 2 012 habitants.
Stepanovićevo, officiellement classé parmi les villages de Serbie, a été fondé entre 1920 et 1924. Le village tient son nom du voïvode Stepa Stepanović qui s'est illustré au combat, d'abord dans les guerres des Balkans puis au cours de la Première Guerre mondiale.

## Démographie

### Évolution historique de la population
| 1948  | 1953  | 1961  | 1971  | 1981  | 1991  | 2002  | 2011  |
| ----- | ----- | ----- | ----- | ----- | ----- | ----- | ----- |
| 1 965 | 1 916 | 2 169 | 2 188 | 2 096 | 2 020 | 2 214 | 2 012 |

|  |